# اليمين القديم (الولايات المتحدة)
كان اليمين القديم تسمية غير رسمية لفرع من المحافظين الأمريكيين، لم يصبح حركة منظمة أبدًا ولكنه كان بارزًا في الفترة نحو 1910-1960. كان معظم الأعضاء من الجمهوريين، لكن مع وجود عنصر ديمقراطي محافظ متمركز إلى حد كبير في جنوب الولايات المتحدة. وقد أطلق عليهم «اليمين القديم» لتمييزهم عن خلفائهم من اليمين الجديد الذين برزوا في الخمسينيات والستينيات. والذين كان من بينهم باري جولدواتر، الذي برز في الستينيات وأيَّد سياسة خارجية تدخليّة لمحاربة الشيوعية العالمية.
بالأساس، وُحِّد اليمين القديم خلال معارضة ما اعتبروه خطر الديكتاتورية المحلية من قبل الرئيس فرانكلين روزفلت والصفقة الجديدة. توحَّد معظمهم خلال دفاعهم عن التفاوتات الطبيعية، والتقاليد، والحكومة ذات الصلاحيات المحدودة، ومعاداة الإمبريالية، وكذلك تشككهم حول الديمقراطية والهيمنة المتزايدة لواشنطن. أيَّد اليمين القديم عادةً مبدأ عدم التدخل الليبرالي الكلاسيكي (دعه يعمل، دعه يمر)؛ إذ كان بعضهم من المحافظين ذوي التوجه التجاري؛ وكان آخرون متطرفين سابقين من أقصى اليسار انتقلوا بحدة إلى اليمين، مثل الروائي جون دوس باسوس. وكان آخرون، مثل الزراعيين الجنوبيين الديمقراطيين، من التقليديين الحالمين باستعادة المجتمع البسيط ما قبل الحديث. تعارض تفاني اليمين القديم في معاداة الاستعمارية مع الهدف التدخلي المتمثل في الديمقراطية العالمية، والتحول من الأعلى إلى الأسفل للتراث المحلي، والهندسة الاجتماعية والمؤسسية لليسار السياسي، وبعضًا من أعضاء اليمين الحديث.
تلاشى اليمين القديم بحد ذاته كحركة منظمة، ولكن توجد العديد من الأفكار المماثلة له بين المحافظين الأصليين والليبرتارية الأصلية.

## التاريخ ووجهات النظر
ظهر اليمين القديم عندما انقسم الحزب الجمهوري (جي أو بّي) عام 1910، وكان ذا تأثير داخل هذا الحزب حتى الأربعينيات. إذ طردوا ثيودور روزفلت وأتباعه الليبراليين عام 1912. من عام 1933، أصبح العديد من الديمقراطيين مرتبطين باليمين القديم من خلال معارضتهم لفرانكلين دي. روزفلت وائتلاف الصفقة الجديدة، ومع الجمهوريين شكلوا تحالف المحافظين لعرقلة تقدمها أكثر. اختلف المحافظون بشأن السياسة الخارجية، وأيَّد اليمين القديم سياسات عدم التدخل في أوروبا في بداية الحرب العالمية الثانية. بعد الحرب، عارضوا سياسات الرئيس هاري ترومان الداخلية والخارجية. قاد المعركة الكبرى الأخيرة سيناتور أوهايو روبرت تافت، الذي هزمه دوايت دي أيزنهاور في الترشيح للرئاسة عام 1952. تبنت الحركة المحافظة الجديدة لاحقًا بقيادة وليام ف. باكلي جونيور، وباري جولدواتر، ورونالد ريغان معارضة اليمين القديم المحافظة المحلية للصفقة الجديدة، لكنها انفصلت عنها بالمطالبة بسياسة خارجية حازمة معادية للشيوعية.

يقول المؤرخ جورج إتش. ناش:
كان اليمين الجمهوري في قلب الثورة المضادة، على عكس الكتلة «المعتدلة»، الدولية، والشرقية عمومًا من الجمهوريين الذين قبلوا (أو على الأقل استسلموا) لبعض من «ثورة روزفلت» والمنطلقات الأساسية لسياسة الرئيس ترومان الخارجية. بكونهم مناهضين للجماعية، ومناهضين للشيوعية، ومعادين للصفقة الجديدة، وملتزمين بحماس بالحكومة ذات الصلاحيات المحدودة، وباقتصاديات السوق الحرة، وبصلاحيات الكونغرس (في معارضتها السلطة التنفيذية) فقد اضطر المحافظون الجمهوريون إلى شنِّ حرب مستمرة على جبهتين: ضد الديمقراطيين الليبراليين من الخارج وأعضاء «أنا أيضًا» الجمهوريين من الداخل.
ظهر اليمين القديم في معارضة الصفقة الجديدة و معارضة فرانك روزفلت شخصيًا؛ حسب مصادر متعددة. يقول هوف «شكَّل الجمهوريون المعتدلون والتقدميون الجمهوريون الباقون مثل هوفر الجزء الأكبر من اليمين القديم بحلول عام 1940 ، مع مجموعة صغيرة من الأعضاء السابقين في حزب المزارعين والعمال، والرابطة غير الحزبية، وحتى عدد قليل من اشتراكيي براري الغرب الأوسط».
بحلول عام 1937 شكلوا ائتلافًا محافظًا سيطر على الكونغرس حتى عام 1964. كانوا دائمًا غير تدخليين وعارضوا دخول الحرب العالمية الثانية، وهو موقف تجسده لجنة أميركا أولًا. في وقت لاحق، عارض معظمهم دخول الولايات المتحدة إلى حلف شمال الأطلسي والتدخل في الحرب الكورية. «بالإضافة إلى كونهم معارضين راسخين للحرب والعسكرية، فقد تمتع اليمين القديم في فترة ما بعد الحرب بأمانة صارمة وشبه ليبرتارية في الشؤون الداخلية أيضًا».
كانت هذه الحركة المناهضة للصفقة الجديدة ائتلافًا لمجموعات متعددة: رجال أعمال جمهوريون مثل روبرت أ. تافت وريموند بالدوين؛ وديموقراطيون محافظون مثل جوزيه بيلي، آل سميث، وجون دبليو. ديفيز، وليبرتاريون مثل هنري لويس منكن، وغاريت غاريت وملوك الإعلام مثل ويليام راندولف هارست، والعقيد روبرت ر. ماكورميك.

في كتابه الذي صدر عام 1986 بعنوان المحافظة: الحلم والواقع، أشار روبرت نيزبت إلى عداء اليمين التقليدي للحق في التدخل ولزيادة الإنفاق العسكري:
من بين جميع الأوصاف الخاطئة لكلمة «المحافظ» خلال السنوات الأربع الماضية، فإن الأكثر طرافة، في ضوء تاريخي، هو بالتأكيد تطبيق كلمة «محافظ» على المُسمى أخيرًا. لأنه في أمريكا طوال القرن العشرين، بما في ذلك أربع حروب كبيرة في الخارج، كان المحافظون بثبات أصواتاً للميزانيات العسكرية غير التضخمية، وللتركيز على التجارة في العالم بدلاً من القومية الأمريكية. في الحربين العالميتين، في كوريا، وفي فيتنام ، كان قادة التدخل الأمريكي في الحرب من التقدميين الليبراليين المشهورين، مثل وودرو ويلسون، وفرانكلين روزفلت، وهاري ترومان، وجون إف كينيدي. كان المحافظون، في الأحداث الأربعة جميعها، سواءً في الحكومة الوطنية أو بين عامة الشعب، معادين إلى حد كبير للتدخل؛ وكانوا انعزاليين حقًا.
يؤكد جيف ريجنباخ أن بعض أعضاء اليمين القديم كانوا في الواقع ليبراليين كلاسيكيين و «كانوا أعضاءً مقبولين في اليسار قبل عام 1933. ومع ذلك، وبدون تغيير أي من وجهات نظرهم الأساسية، أصبح كل منهم، على مدى العقد التالي، يُنظر إليه كمثال على اليمين السياسي».

## الاختلافات الداخلية
بينما اعتبرت الجهات الخارجية تافت مثالًا على محافظة الجمهوريين، فقد تعرض لانتقادات متكررة داخل الحزب من قبل المتشددين الذين شعروا بالقلق من رعايته لبرامج تشبه الصفقة الجديدة، وخاصة الإسكان الفيدرالي للفقراء، والمساعدة الفيدرالية للمدارس العامة. كان اللوبي العقاري يخشى بشكل خاص الإسكان العام. ميَّز السناتور كينيث «لمسة من الاشتراكية» في تافت، بينما خمَّن زميله في أوهايو السناتور جون بريكر أن «الاشتراكيين قد وصلوا إلى بوب تافت». أضر انعدام الثقة هذا في جانب اليمين بطموحات تافت الرئاسية عام 1948.

استند الجناح الزراعي الجنوبي إلى بعض القيم والمخاوف التي يعبر عنها اليمين المناهض للحداثة، بما في ذلك الرغبة في الاحتفاظ بالسلطة الاجتماعية والدفاع عن الحكم الذاتي للولايات والأقاليم الأمريكية، وخاصة الجنوب. كان دونالد ديفيدسون أحد أكثر الزراعيين نشاطًا سياسيًا، خاصةً في انتقاداته لسلطة وادي تينيسي في موطنه تينيسي. كما يوضح مورفي (2001)، يعبِّر الزراعيون الجنوبيون عن القيم القديمة للديموقراطية الجيفرسونية:
رفضوا الرأسمالية الصناعية والثقافة التي أنتجتها. في كتاب «سأتخذ موقفي»، دعوا إلى العودة إلى الاقتصاد الصغير لأمريكا الزراعية كوسيلة للحفاظ على الميزات الثقافية للمجتمع الذي عرفوه. اعتقد رانسوم وتايت أنه لا يمكن الحفاظ على نظام اجتماعي قادر على تعزيز القيم الإنسانية والإيمان الديني التقليدي إلا من خلال وقف تقدم الرأسمالية الصناعية وإلحاحاتها من العلوم والكفاءة. بكونهم متشككين وغير متدينين هم أنفسهم، فقد أعجِبوا بقدرة الدين الأرثوذكسي على توفير اليقين في الحياة.